# 1934 au Nouveau-Brunswick
Chronologie du Nouveau-Brunswick
- 1930
- 1931
- 1932
- 1933
- 1934
- 1935
- 1936
- 1937
- 1938

Cette page concerne des événements survenus en 1934 dans la province canadienne du Nouveau-Brunswick.

## Naissances
- Lorenzo Morais, homme d'affaires et homme politique.
- 29 mars : Reginald MacDonald, député.
- 23 juin : Joseph Zenon Daigle, député.
- 2 août : Eymard Corbin, député et sénateur.
- 4 septembre : Claude Théberge, peintre.
- 16 septembre : Armand Plourde, prêtre et homme politique.
- 1er octobre : Margaret Norrie McCain, lieutenante-gouverneure du Nouveau-Brunswick.
- 19 octobre : Héliodore Côté, député.